# ソマリアサッカー連盟
ソマリアサッカー連盟(ソマリアサッカーれんめい、ソマリ語: Xiriirka Soomaaliyeed ee Kubadda Cagta、英語: Somali Football Federation、略称: SFF）は、ソマリア国内におけるサッカーの振興、および国内サッカー対戦・ルール、ソマリア代表の出場する国際戦、国内リーグであるソマリアリーグ、ソマリアカップ (Somalia Cup) の統括を担う組織である。

## 概況
ソマリアがまだイギリス領とイタリア領として分割統治されていた1951年、南部のイタリア領地域で設立された。1960年に双方は合併しソマリアとなるが、組織は同年国際サッカー連盟(FIFA)に加盟。また1968年にはアフリカサッカー連盟(CAF)にも加盟した。1991年にバーレ大統領率いるソマリ社会主義革命党の独裁政権が崩壊して以降、ソマリア全土を実効支配する有効な中央政府が存在しない中でも、ソマリアサッカー連盟は存在し続けた。反政府勢力が集結し出した1986年から政権崩壊後内戦状態に陥った1994年、および内戦が激化した1995年から1999年までは活動の停止を余儀なくされたが、以後は活動を再開し、毎年行なわれる東アフリカ選手権にもソマリア代表を送り出している。だが1986年以降、国内事情もあり、ホームゲームは開催できていない。
ソマリアは中央政府機能が存在しない状態が20年近く続いているが、ソマリアサッカー連盟はソマリア代表やU20やU16など世代別の代表を組織しジブチやスーダンなどに派遣するなど、その間も継続的に機能し、開催できない年もあったが、毎年のようにカップ戦やリーグ戦を開催した。2009年8月には、ソマリアと分断状態にあるプントランドのアブドゥルラフマン・モハムード・ファロレ大統領とも会談し、2009年10月に第18回になるソマリアカップ (Somalia Cup) をプントランドの首都ガローウェで開催すること、FIFAの支援を得て12月に世界中に散らばっているソマリア国内15地域出身の選手を集めて平和と社会融和のためのフットボールトーナメントを開催にすること、今後ソマリアサッカー連盟のスタッフが継続的にプントランドを訪れ、地域のニーズを学ぶことなどを合意するなどの活動を行っている。

会談のために、ソマリアサッカー連盟関係者がプントランドの空港に降り立った際には、プントランドのサッカー関係者や選手、ファンから大歓迎を受けた。